# Alexander Brorsson
Alexander Brorsson, född 29 maj 1990, är en svensk friidrottare (häcklöpning) tävlande för Athletics 24Seven SK (tidigare IFK Växjö). Han vann SM-guld på 110 meter häck utomhus åren 2012 samt 2014 till 2016. Inomhus har han vunnit 60 meter häck en gång (2012).

## Karriär
Brorsson sprang korta häcken vid  Inomhus-EM 2013 i Göteborg men slogs ut i försöken.
Vid EM i Zürich 2014 deltog han i korta stafetten där han tillsammans med Stefan Tärnhuvud, Tom Kling-Baptiste och Erik Hagberg blev utslagen i försöken trots ett nytt säsongsbästa. Han sprang även 110 meter häck men slogs ut i försöken på 13,92.

## Utmärkelser
Alexander Brorsson belönades år 2017 med Stora grabbars och tjejers märke nummer 554.

## Personliga rekord
| Utomhus - 100 meter – 10,30 (Skara 6 juni 2013) - 200 meter – 21,06 (Sollentuna 26 juni 2014) - 200 meter – 20,83 (medvind 4,6 m/s) (Donnas, Italien 13 juli 2014) - 110 meter häck – 13,83 (Mölndal 4 augusti 2017) - 110 meter häck – 13,86 (Umeå 2 augusti 2014) - 110 meter häck – 13,81 (medvind 3,0 m/s) (Uppsala 28 juli 2012) | Inomhus - 60 meter – 6,73 (Örebro 13 januari 2013) - 200 meter – 21,28 (Växjö 19 januari 2014) - 60 meter häck – 7,72 (Växjö 26 februari 2017) |

### Fotnoter
1. ↑  ”Stora SM 2012, dag 1”. swedishtiming.se. Arkiverad från originalet den 7 mars 2016. https://web.archive.org/web/20160307130244/http://www.swedishtiming.se/resultat/120824.htm. Läst 16 april 2013.
2. ↑  ”Stora SM 2012, dag 3”. swedishtiming.se. Arkiverad från originalet den 15 december 2012. https://web.archive.org/web/20121215070334/http://www.swedishtiming.se/resultat/120826.htm. Läst 16 april 2013.
3. ↑  ”Stora SM 2014, dag 2” (htm). trackandfield.se. http://www.trackandfield.se/resultat/2014/140802.htm. Läst 21 oktober 2014.
4. ↑  ”Stora SM 2015, dag 2”. trackandfield.se. http://www.trackandfield.se/resultat/2015/150808.htm. Läst 31 oktober 2015.
5. ↑  ”Stora SM 2016”. Arkiverad från originalet den 23 augusti 2017. https://web.archive.org/web/20170823210252/http://212.247.216.72/friidrott/sm16/Resultat.php. Läst 1 november 2016.
6. 1 2  ”Stora inne-SM 2014 dag 2, resultat”. trackandfield.se. http://www.trackandfield.se/resultat/2014/140223.htm. Läst 29 januari 2015.
7. ↑  ”Stora inne-SM 2009 dag 2, resultat”. ism2009.se. Arkiverad från originalet den 4 mars 2016. https://web.archive.org/web/20160304222657/http://www.ism2009.se/filer/resultat_dag2.html. Läst 17 juli 2012.
8. ↑  ”Stora inne-SM 2012, resultat”. trackandfield.se. http://www.trackandfield.se/Resultat/2012/120218_19.htm. Läst 19 juli 2012.
9. ↑  ”Stora inne-SM 2016, resultat”. livetiming.se. http://livetiming.se/track/ism16/. Läst 26 maj 2016.
10. ↑  ”ISM i friidrott - Växjö 25-26 februari 2017”. telekonsultarena.se. Arkiverad från originalet den 3 september 2017. https://web.archive.org/web/20170903123052/http://telekonsultarena.se/resultat/ISM17/Resultat.php. Läst 7 mars 2017.
11. ↑  ”Inomhus-SM 2019”. liveresults.se. https://liveresults.se/competition/inomhus-sm-2019?tab=results. Läst 17 februari 2019.
12. 1 2 3 4 5 6 7 8 9  ”Personsida på IAAF:s webbplats” (på engelska). iaaf.org. http://www.iaaf.org/athletes/sweden/alexander-brorsson-251848. Läst 11 oktober 2018.
13. ↑  ”European Athletics Indoor Championships - Göteborg 2013” (på engelska). european-athletics.org. http://www.european-athletics.org/competitions/european-athletics-indoor-championships/history/year=2013/results/index.html. Läst 24 augusti 2017.
14. ↑  ”European Athletics Championships - Zürich 2014” (på engelska). european-athletics.org. http://www.european-athletics.org/competitions/european-athletics-championships/history/year=2014/results/index.html. Läst 13 februari 2017.
15. ↑  ”EM2: Alexanders näst bästa”. friidrott.se. 13 augusti 2014. Arkiverad från originalet den 24 februari 2017. https://web.archive.org/web/20170224212708/http://www.friidrott.se/nyheter.aspx?id=17034. Läst 24 februari 2017.
16. ↑  ”Stora grabbars märke”. friidrott.se. Arkiverad från originalet den 31 mars 2016. https://web.archive.org/web/20160331202525/http://www.friidrott.se/historik/storagrabbar.aspx. Läst 16 februari 2019.
17. 1 2 3 4 5 6  ”Personsida på European Athletics' webbplats” (på engelska). european-athletics.org. http://www.european-athletics.org/athletes/group=b/athlete=152993-brorsson-alexander/index.html. Läst 11 oktober 2018.